# Sibylle Bassler
Sibylle Bassler  (* 9. Oktober 1957 in Freiburg im Breisgau) ist eine deutsche Fernsehjournalistin.

## Vita
Bassler studierte 1976 bis 1982 Publizistik, Soziologie und Buchwesen an der Universität Mainz. Sie begann ihre Arbeit im Fernsehen beim SWR, wo sie von 1982 bis 1988 als Autorin, Filmemacherin in Baden-Baden, Mainz und Stuttgart arbeitete. 1985 absolvierte sie ein Volontariat beim SWR. 1988 wechselte sie zur Redaktion von ML Mona Lisa beim ZDF, wo sie als Redakteurin und stellvertretende Redaktionsleiterin wirkte. Weiterhin war sie Filmautorin für ZDF, arte, 3sat, ZDF-info und den ZDF-Dokukanal. Vom Juli 2008 bis zum Juli 2017 war Bassler Redaktionsleiterin von ML Mona Lisa.

## Dokumentarfilme (Auswahl)
Zu ihren bekanntesten Arbeiten gehören die Filme Vergewaltigt und vertrieben über Massenvergewaltigungen im ehemaligen Jugoslawien sowie Die verschwundenen Babys von Charkow. Dieser Film führte dazu, dass das Europäische Parlament und der Europarat eine Untersuchungskommission einsetzten.
Für das ZDF entstanden in der Reihe Der Fall ... Filme über bekannte Kriminalfälle. Als Co-Autorin wirkte sie unter anderem an den Dokumentationen Denn sie wussten, was sie tun ... und In den Fängen der Fürsorge über den Kindesmissbrauch und Schicksale von Heimkindern sowie Handlanger der Nazis – Die Geschichte des John Demjanjuk mit.

## Auszeichnungen
- Sie erhielt im Mai 2004 den Freundschaftsorden des Ritterordens „Der Greif“ für ihr „mutiges und couragiertes“ Engagement und ihre hervorragende journalistische Arbeit.
- Bassler erhielt im Juni 2011 den Medienpreis der Stiftung Bündnis für Kinder gegen Gewalt für ihre „eindringliche Berichterstattung über Kindesmissbrauch“.[1]
- Sie wurde im September 2012 in Sarajevo mit der Auszeichnung Gerechte unter den Frauen geehrt.[2]

## Schriften
- Die Weiße Rose. Zeitzeugen erinnern sich. Reinbek 2006.